# Xã Whiteville, Quận Jefferson, Arkansas
Xã Whiteville (tiếng Anh: Whiteville Township) là một xã thuộc quận Jefferson, tiểu bang Arkansas, Hoa Kỳ. Năm 2010, dân số của xã này là 2.050 người.